# Trimix
Trimix är andningsgas som består av olika blandningar av syre, kväve och helium som används som andningsgas vid teknisk dykning.
Syftet med att blanda helium i andningsgasen är att detta är betydligt mindre narkotiskt än kväve (och även syre) är. Därmed minskar risken för djupberusning. Helium blir heller inte giftigt vid förhöjda partialtryck, som syre blir. Dessutom är det lättare att andas under högt tryck. Man kan därför dyka betydligt djupare med trimix än med både luft och nitrox.
Ett annat syfte med trimix är att en liten del kväve i heliox motverkar HPNS (High Pressure Nervous Syndrome) genom att öka narkosverkan från andningsgasen.
Till nackdelarna hör att helium är dyrt och svårt att få tag på.